# Xanthosoma fractum
Xanthosoma fractum är en kallaväxtart som beskrevs av Michael T. Madison. Xanthosoma fractum ingår i släktet Xanthosoma och familjen kallaväxter.
Artens utbredningsområde är Peru. Inga underarter finns listade.